# Morfessa
 (signalé en juin 2025).
Si vous disposez d'ouvrages ou d'articles de référence ou si vous connaissez des sites web de qualité traitant du thème abordé ici, merci de compléter l'article en donnant les références utiles à sa vérifiabilité et en les liant à la section « Notes et références ».
- Archive Wikiwix
- Bing
- Cairn
- DuckDuckGo
- E. Universalis
- Gallica
- Google
- G. Books
- G. News
- G. Scholar
- Persée
- Qwant
- (zh) Baidu
- (ru) Yandex
- (wd) trouver des œuvres sur Wikidata

Dans la mythologie celtique irlandaise, avant leur arrivée en Irlande, les Tuatha Dé Danann résidaient dans quatre « Îles au nord du Monde » nommées Falias, Findias, Gorias et Murias ; c’est en ces lieux qu’ils s’exerçaient à l’Art, qu’ils apprenaient la Poésie et la sagesse.
Morfessa, dont le nom signifie « Grand Savoir » était le druide qui gouvernait l’île de Falias. C'est de là que vient le talisman de la pierre de Fal qui symbolise le pouvoir légitime et la Souveraineté. Elle est placée à Tara, le centre mythique de l’Irlande. Si un homme est digne de la royauté suprême, la Pierre se met à crier lorsqu’il s'assoit dessus.
Cúchulainn l'aurait éclaté d'un coup d’épée, car elle serait restée muette lors de sa tentative.